# Elisabeth Bronfen

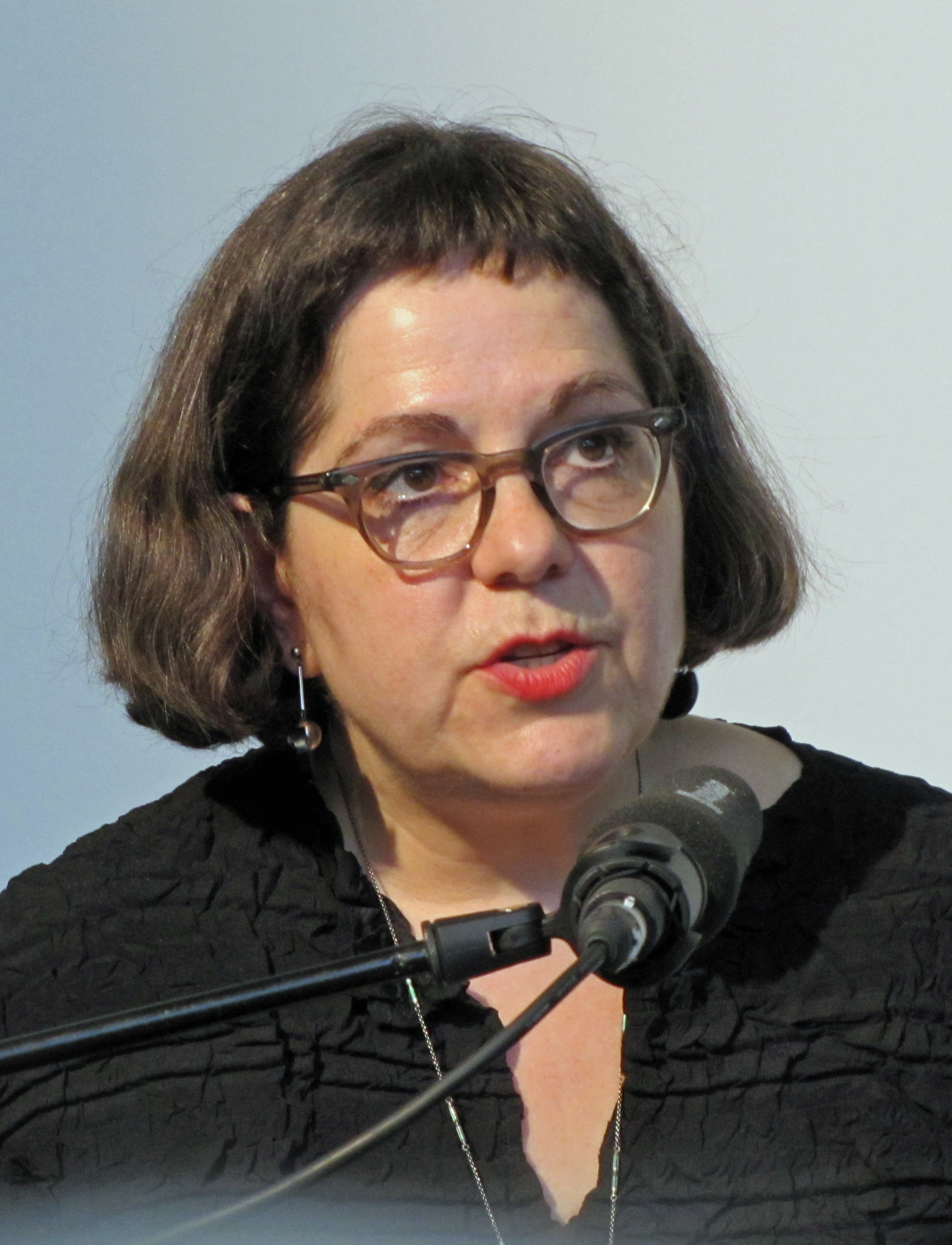
Elisabeth Bronfen (2013)

Elisabeth Eve Bronfen (* 23. April 1958 in München) ist eine Kultur- und Literaturwissenschaftlerin und Buchautorin; sie war von 1993 bis 2023 Professorin für Anglistik und Lehrstuhlinhaberin am Englischen Seminar der Universität Zürich. Zudem ist sie seit 2007 Global Distinguished Professor an der New York University. Bronfen hat zahlreiche Aufsätze in den Bereichen Gender Studies, Psychoanalyse, Literatur-, Film- und Kulturwissenschaften sowie einige vielbeachtete Bücher veröffentlicht. Sie lebt in Zürich.

## Leben und Wirken
Elisabeth Bronfen wurde 1958 in München geboren. Ihre Mutter war Deutsche; ihr Vater wuchs als Sohn jüdischer Einwanderer aus Litauen in Brooklyn auf. Der Vater war nach dem Zweiten Weltkrieg mit der amerikanischen Besatzungsarmee in Bayern stationiert, wo er seine spätere Frau kennenlernte. Bronfen wuchs zweisprachig mit Deutsch und Englisch auf. Sie besuchte eine amerikanische Schule in München und machte dort ihren High-School-Abschluss. Sie besuchte die Schauspielschule in München und spielte Mitte der 1970er-Jahre in zwei Filmen mit.
Von 1976 bis 1980 studierte sie Germanistik, Anglistik und Komparatistik am Radcliffe College und an der Universität Harvard, wo sie den akademischen Grad eines Master erwarb. Sie besuchte dort auch Kurse in Creative Writing und verfasste Kurzgeschichten. Daneben studierte sie klassischen Gesang und ließ sich zur Mezzosopranistin ausbilden. Von 1980 bis 1985 studierte sie an der Universität München, wo sie 1985 mit einer von Ina Schabert betreuten Arbeit über Dorothy Richardsons Pilgrimage-Romane promovierte. Von 1982 bis 1984 war sie ebendort als Assistentin und 1984/85 als Lehrbeauftragte angestellt. Von 1985 bis 1993 arbeitete sie an der Universität München als Oberassistentin und Akademische Rätin auf Zeit. Von 1988 bis 1991 nahm sie zugleich Lehraufträge an der Kunstakademie München wahr. Im akademischen Jahr 1987/88 war sie als Fellow ein zweites Mal an der Universität Harvard, wo sie Stanley Cavell kennenlernte, der durch sein Interesse für amerikanische und europäische Sprachphilosophie, Shakespeare und Hollywoodfilme für ihre weitere Forschung wichtig werden sollte. Von 1990 bis 1993 war sie in einer tragenden Rolle am Aufbau und an der Durchführung des Münchner Graduiertenkollegs Geschlechterdifferenz & Literatur beteiligt. 1991 habilitierte sie sich an der Universität München mit der 1992 als Buch erschienenen Arbeit Over Her Dead Body, die schnell über die Fachkreise hinaus bekannt wurde. Sie erhielt 1993 den Gerhard-Hess-Förderpreis von der Deutschen Forschungsgemeinschaft zugesprochen.
1993 wurde sie auf einen Lehrstuhl für englische und amerikanische Literatur an der Universität Zürich berufen, den sie in der Folge während dreißig Jahren innehatte. Von 1993 bis 2001 war sie außerordentliche Professorin, 2001 wurde sie zur ordentlichen Professorin befördert. Ende Juli 2023 wurde sie emeritiert. Die Berufung der jungen, mediengewandten, feministischen Professorin wurde von den Schweizer Medien als kleine Revolution wahrgenommen. In ihrem Unterricht verfolgte sie oft transdisziplinäre Fragestellungen: Sie bezog Filme und TV-Serien ein und brachte Hoch- und Populärkultur miteinander ins Gespräch. Seit 2007 ist sie zudem Global Distinguished Professor am German Department der New York University. Sie hatte Gastprofessuren an den Universitäten Sheffield Hallam, Konstanz, Kopenhagen, Columbia (New York), Queensland, Aarhus, Universidad Catolica Lissabon, Trient, University of California, Berkeley und Paris-Diderot. Außerdem war sie Fellow an der Princeton University, am IKKM der Bauhaus-Universität Weimar, am Istituto Svizzero di Roma und am Hamburg Institute for Advanced Study sowie Residentin am Louise Bourgeois Studio Archive.
Seit 2011 ist sie ordentliches Mitglied der Academia Europaea. 2021 wurde ihr die Ehrendoktorwürde der Friedrich-Alexander-Universität Erlangen-Nürnberg verliehen. In ihrer Dankesrede bezeichnete sie ihre Professur als „ein feministisches Projekt“, bei dem es auch darum gegangen sei, an die Vorgängerinnen zu erinnern und durch Nachwuchsförderung Nachfolgerinnen auszubilden, die garantieren können, dass die Genderperspektive nicht wieder aus der Wissenschaft verschwinde.
Bronfen gibt die Ergebnisse ihrer Forschung auch in Publikumsmedien weiter. In Radio und Fernsehen tritt sie als Expertin – u. a. zur amerikanischen Politik und Gesellschaft – auf. Zudem verfasste sie einzelne Artikel in Zeitungen und Zeitschriften, zum Beispiel für Die Zeit und die Tageszeitung. Außerdem war sie in den Jahren 2000 und 2001 Mitglied der Jury des Klagenfurter Ingeborg-Bachmann-Wettbewerbs. 2025 nahm sie an den Wiener Festwochen als Jurymitglied am partizipativen Projekt der sogenannten Wiener Kongresse zum Thema Cancel-Culture und MeToo teil.
Wiederholt ist sie auch als Ausstellungskuratorin in Erscheinung getreten. Sie kuratierte 2013 in Bonn eine Ausstellung zu Kleopatra als Diva und 2014 in Wien eine Ausstellung zur Fotografin Francesca Woodman. 2022 kuratierte sie im Aargauer Kunsthaus die Ausstellung Eine Frau ist eine Frau ist eine Frau..., die Werke weiblicher (hauptsächlich schweizerischer) Künstlerinnen neu konstellierte. 2024 co-kuratierte sie eine Ausstellung zu Fetischen in der Kunst in der Graphischen Sammlung der ETH Zürich. 2025 wurde im Museum Strauhof in Zürich eine von ihr kuratierte Ausstellung zu Virginia Woolfs Mrs. Dalloway gezeigt.
Bronfen hat mehrfach an Theaterinszenierungen mitgewirkt. 2020 übersetzte und adaptierte sie zusammen mit Muriel Gerstner die Shakespeare-Stücke Othello und Der Kaufmann von Venedig unter dem Titel This is Venice für das Burgtheater Wien. 2023 inszenierte Roger Vontobel an den Bühnen Bern in Koproduktion mit den Ruhrfestspielen und dem Theater Winterthur Shakespeares Macbeth in einer Fassung von Bronfen.
2016 veröffentlichte sie unter dem Titel Besessen ein Kochbuch, dessen englische Ausgabe 2020 mit dem Gourmand World Cookbook Award in der Kategorie „Übersetzung“ ausgezeichnet wurde. Im Oktober 2023 erschien Bronfens erster Roman.

## Werke
In ihrer Habilitation Over her Dead Body: Death, Femininity and the Aesthetic (1992, dt. Nur über ihre Leiche. Tod, Weiblichkeit und Ästhetik) untersucht Bronfen das Motiv der schönen, toten Frau in der westlichen Literatur und Kunst, das ubiquitär, aber gerade deswegen fast unsichtbar sei. Sie stellt das Thema in den größeren Horizont der Repräsentation des Todes und des Umgangs der Menschen mit ihrer Sterblichkeit. Die Tatsache, dass es sich bei den dargestellten Toten vornehmlich um Frauen handelt, deutet Bronfen als Symptom einer patriarchalen Kultur, in der das Subjekt als männlich gedacht und der weibliche Körper als ‚das Andere‘, eine Instanz des Nicht-Ichs, konstruiert wird. Die Angst vor der eigenen Sterblichkeit wird auf das weibliche Andere verschoben, wodurch sich das männliche Subjekt zu festigen und seine Ängste zu kontrollieren hofft. Die Schönheit der toten Frauen ermöglicht eine Ästhetisierung des Todes, die es dem Subjekt erlaubt, sich fasziniert mit der Sterblichkeit auseinanderzusetzen, ohne sich selbst davon betroffen zu fühlen. In der Rezeption stark beachtet wurde auch das Kapitel „Die tote Geliebte als Muse“, in dem Bronfen darlegt, dass die tote Frau als Allegorie auf autonomes künstlerisches Schaffen gelesen werden kann, das darin bestehe, „die Materie zu tilgen, für die Frau einsteht.“ Bronfen bespricht in ihrem über 600 Seiten dicken Buch zahlreiche Beispiele, unter anderem Wuthering Heights, Frankenstein, Lolita, Fräulein Else, Schneewittchen und Vertigo – Aus dem Reich der Toten. Sie analysiert auch Werke von Schriftstellerinnen, stellt jedoch fest, dass auch diese die Denkmuster der patriarchalen Kultur übernehmen müssen und nur partiell eine kritische Haltung dazu einnehmen können. Gewisse thematische Affinitäten ihrer Analysen zu den Untersuchungen Klaus Theweleits (Buch der Könige) drängen sich auf. Bronfens Interpretationen schöpfen allerdings aus zahlreichen Theorie-Quellen, nennen könnte man hier beispielsweise Judith Butler, Michail Bachtin, Jacques Lacan, Charles Taylor, Stephen Greenblatt, Michel Foucault, Jacques Derrida, Stanley Cavell, Roland Barthes. 2017 fand an der Universität Zürich unter dem Titel Over Her Dead Body Redux eine Tagung zur Feier des 25. Geburtstags des Buches statt, an der unter anderem Judith Butler und Barbara Vinken sprachen.
In ihrer 800-seitigen Studie The Knotted Subject (1998, dt. Das verknotete Subjekt) untersucht Bronfen medizinische und psychoanalytische Diskurse sowie literarische und bildkünstlerische Inszenierungen der sogenannten Hysterie. Sie schreibt sich dabei in eine Tradition der Rehabilitierung dieser oft als Simulantentum desavouierten psychosomatischen Störung ein. Bronfen schreibt: „Wenn traditionelle Hysteriekonzeptionen nach wie vor an der Vorstellung des Viel-Lärm-um-nichts festhalten, so schlage ich vor, dieses ‚Nichts‘ und die flexiblen Selbstentwürfe ganz ernst zu nehmen und sie als eine Sprache aufzufassen, die es dem Subjekt erlaubt, sowohl persönliches als auch kulturelles Unbehagen zum Ausdruck zu bringen.“ Der Hysteriker verkünde die Botschaft einer Verwundbarkeit, vor allem „die Verwundbarkeit des Körpers angesichts der eigenen Veränderlichkeit und Sterblichkeit“. Bronfen wendet sich damit gegen die psychoanalytische These, wonach die Hysterie allein als Symptom eines unbefriedigten sexuellen Begehrens der sich als Mängelwesen erfahrenden Frau zu lesen sei. Hysterie sei als allgemein-menschliches Phänomen aufzufassen und auf das ursprüngliche Trauma der Geburt zurückzuführen, die sowohl Verwundung des Neugeborenen als auch Abnabelung und Selbstermächtigung bedeute. Sichtbare Narbe dieser ursprünglichen Wunde ist der Bauchnabel, der für Bronfen zum zentralen Symbol der Hysterie wird. Veranschaulicht wird die These unter anderem an Interpretationen von Hitchcocks Psycho, Flauberts Madame Bovary, Wagners Parsifal und Woody Allens Zelig.
In der Aufsatzsammlung Heimweh: Illusionsspiele in Hollywood beschäftigt sich Bronfen mit dem US-amerikanischen Film als Darstellung psychischer Prozesse anhand von Kino-Klassikern wie Der Zauberer von Oz, Rebecca und Sieben. Insbesondere untersucht Bronfen die Filme anhand von Freud’schen Konzepten wie dem Unheimlichen. Gemäß Martin Stingelin ist Bronfens These, dass sich „Identität nur als unablässig vom Scheitern bedrohter Abwehrprozess gegen das traumatische Moment bilden kann.“
In dem Buch zum Diven-Kult von 2002 untersuchte Bronfen den Unfall im Zeichensystem des Starkults: das Verschwimmen der Grenzen von öffentlicher Rolle, Kunst und Leben anhand der Fälle der Comtesse de Castiglione, König Ludwigs von Bayern, Sarah Bernhardts, Marilyn Monroes, Maria Callas’, Elvis Presleys, Evita Peróns, Rita Hayworths, Andy Warhols und Joseph Beuys’. Diven absolvieren nach Aussage der Autorin eine „Gratwanderung zwischen Macht und Opferrolle“.
In einer in der Frankfurter Allgemeinen Zeitung erschienenen Rezension zum Buch Liebestod und Femme fatale aus dem Jahr 2004 bescheinigt Gerhard R. Koch Bronfen, souverän zwischen Oper, Drama, Literatur und Film, Gender-Theorie, Psychoanalyse und Textexegese hin und her jonglieren zu können und lobt ihre „dekonstruktivistische Schärfe“. Unter anderem werden im Buch strukturelle Ähnlichkeiten zwischen den fatalen Paar-Konstellationen des Film noir und der Wagner-Oper Tristan und Isolde vorgeführt.
2008 erschien im Hanser Verlag die 600-seitige Studie Tiefer als der Tag gedacht. Eine Kulturgeschichte der Nacht. Bronfen schlägt dabei einen Bogen von den antiken Kosmogonien und der griechischen Göttin Nyx über Shakespeare, Mozarts Zauberflöte, die aufklärerische Erkenntnistheorie, die Romantik bis zu Nietzsche, zu Freuds Psychoanalyse, zum Film noir, zu Virginia Woolf und zu Scorseses Taxi Driver. Die These des Buches ist eine anthropologische: «Wir brauchen die Nacht – so die Wette dieses Buchs – um verborgene, verbotene und vergessene Welten zu erfahren, zu erforschen und von ihnen zu sprechen.» Zugleich dürfe die Nacht «als Ort der Zuflucht, des Abenteuers, des Glücks und der Transgression» nicht verabsolutiert werden: «Wir brauchen das Wissen, tiefer als der Tag, das die Nacht birgt. Aber wir müssen auch durch die Nacht hindurch, um in einen Tag, der aufgrund dieser Erfahrung verändert ist, aufzuwachen.» Das Buch wurde kontrovers aufgenommen. Insbesondere wurde kritisiert, dass Bronfen nicht klar zwischen der Nacht als Gegenstand der Untersuchung und als analytischer Beschreibungskategorie unterscheide.
In Crossmappings. Essays zur visuellen Kultur (2009) stellt Bronfen ihr theoretisches Konzept des Crossmapping vor und präsentiert eine Auswahl aus ihren Beiträgen zu bildender Kunst des 20. und 21. Jahrhunderts – von Malerei über Fotografie, Film, Videokunst bis zu Installation und Performance. Crossmappings wurde zu einem der 30 schönsten Schweizer Bücher des Jahres 2009 gekürt.
In Hollywoods Kriege. Geschichte einer Heimsuchung (2013) setzt sich Bronfen mit der filmischen Aufarbeitung der US-amerikanischen Kriegsgeschichte auseinander. Angefangen mit dem Bürgerkrieg als „unerledigtes Geschäft“ in Vom Winde verweht und Gangs of New York bis hin zu „Schlachtchoreografien“ wie Der Soldat James Ryan und Band of Brothers, untersucht Bronfen die Gemeinsamkeiten von militärischem und filmischem Spektakel.
2015 publizierte Bronfen in der Reihe „Lektüren zur Serie“ des Diaphanes-Verlags eine Analyse der von 2007 bis 2015 ausgestrahlten amerikanischen Quality-TV-Serie Mad Men. Sie deutet die Serie als Reflexion auf den „amerikanischen Traum“, der durch den Willen und Zwang zur ständigen Transformation und Neuerfindung gekennzeichnet sei. Die Hauptfigur Don Draper sei als „klassischer Archetypus des sich stets neu erfindenden amerikanischen Helden“ zu verstehen und stelle zugleich „einen archetypischen amerikanischen Hochstapler“ dar, denn durch die Situierung der Handlung in der Welt der Werbung werde der amerikanische Traum auch als „konsumierbare Ware entlarvt“. Mit den 1960er-Jahren zeige die Serie Amerika in einer Zeit des Umbruchs, was zugleich auf die Umbrüche der Jetztzeit verweise. Die Darstellung der Praktiken der Werbebranche diene auch der Selbstreflexion seriellen Erzählens im Fernsehen, das genauso wie die Werbung die Zuschauer stets neu von sich überzeugen müsse.
Im Herbst 2020, mitten in der COVID-19-Pandemie, erschien das Buch Angesteckt. Zeitgemässes über Pandemie und Kultur im Echtzeit-Verlag. Die Schrift war während des ersten Lockdowns entstanden. Bronfen analysiert darin «Denkbilder», mit denen in der Kulturgeschichte, vor allem in Film und Literatur, Pandemien fassbar gemacht wurden: «Der Rückgriff auf Denkbilder hilft jeweils, entsetzlichen Ereignissen Sinn zu geben.» Zu den von Bronfen untersuchten Denkbildern der Pandemie gehören u. a. Vampir- und Zombie-Erzählungen, die metaphorische Überblendung von Epidemie und Krieg, die misogyne Vorstellung der neugierigen, eigenwilligen, sexuell freizügigen Frau als Patientin 0 und die metaphorische Deutung der Krankheit als Bestrafung. Bronfen geht dabei u. a. auf Albert Camus’ Die Pest, F. W. Murnaus Nosferatu, George A. Romeros Dawn of the Dead, William Wylers Jezebel, Steven Soderberghs Contagion und Mary Shelleys The Last Man ein. Der Untertitel des Essays bezieht sich auf Sigmund Freuds Abhandlung Zeitgemäßes über Krieg und Tod von 1915. Wie Freud argumentiert Bronfen, dass die eingetretene Katastrophe uns der Illusion unserer Unverwundbarkeit beraube und zu einem neuen Verhältnis zum Tod und zu unserer Versehrbarkeit führen könne. Fiktionale Darstellungen hingegen hätten eine tröstende Ersatzfunktion: Wir sehen Menschen sterben, bleiben aber selbst unangetastet. Die Regisseurin Barbara Weber hat Bronfens Reflexionen für das Zürcher Theater Spektakel 2020 unter dem Titel Zombie TV als Miniserie adaptiert.
Die 2020 erschienene Studie Serial Shakespeare zeigt mithilfe der Methode des Crossmapping Übereinstimmungen zwischen Shakespeares Stücken und gegenwärtigen amerikanischen Fernsehserien auf. Diese Übereinstimmungen können zum Beispiel die Themen, den Plot, die Figurenzeichnung oder die Erzählstruktur betreffen. Behandelt werden u. a. die Serien Westworld, The Wire, Commander in Chief, House of Cards, Deadwood und The Americans. Kinga Földváry zeigt sich in ihrer Kritik beeindruckt von Bronfens umfassender Kenntnis sowohl von Shakespeares Stücken als auch des Universums amerikanischer TV-Serien, die hergestellten Bezüge zwischen beiden scheinen ihr aber zuweilen etwas „willkürlich oder künstlich“. Sie bescheinigt Bronfen aber wertvolle Einsichten in die Logik des seriellen Erzählens und dessen Selbstreflexivität zu liefern.
2023 erschien Bronfens erster Roman unter dem Titel Händler der Geheimnisse im Limmat Verlag. Er erzählt vom Tod eines amerikanischen Weltkriegsveteranen, dessen Tochter nicht an die offizielle Version eines natürlichen Ablebens glauben will und Ermittlungen aufnimmt, die sie dazu zwingen, sich mit den Geschehnissen kurz vor und nach dem Ende des Zweiten Weltkriegs auseinanderzusetzen. Verhandelt werden dabei Themen wie Entnazifizierung, NS-Raubkunst, Antisemitismus innerhalb der amerikanischen Armee und das hartnäckige Schweigen in der Nachkriegszeit. Bronfen erklärte ihren Wechsel zum fiktionalen Schreiben damit, dass sich die Verbindung von historischen Themen mit einer Familiengeschichte in einem Roman besser bewerkstelligen lasse als in einem wissenschaftlichen Text. Außerdem habe sie mehrstimmig erzählen wollen. Zum Beispiel ließ sie auch die mutmaßliche Mörderin zur Sprache kommen. Die Rezensentin Ursula Scheer lobt den Roman in der FAZ einerseits: «Brillant glänzen im Roman das über Jahrzehnte erworbene Wissen um Vergangenheit und Konstruktionsmacht der Memoria, wenn es um Täter-Opfer-Umkehr oder das Annehmen anderer Identitäten geht, die präzisen Recherchen bis hin zur Falttechnik eines Fallschirms, und der intellektuelle Scharfsinn, mit der Eva ihre letztlich kulturhistorische Detektivarbeit vorantreibt.» Andererseits kritisiert sie die Figurengestaltung: «Emotional nahe rückt einem so keine der Figuren, die selbst in ihrer Trauer befremdlich selbstbezogen wirken». Für Hansruedi Kugler im St. Galler Tagblatt ist der Roman «brillant, aber literarisch schwerfällig», dennoch wünscht er sich «weitere Bronfen-Romane».

## Crossmapping
Crossmapping ist die von Elisabeth Bronfen eingeführte Methode des Vergleichens von ästhetischen Werken, die nicht auf mit Absicht vorgenommene Bezüge zielt, sondern auf strukturelle Ähnlichkeiten sowohl inhaltlicher wie formaler Art. Rolf Löchel nennt Crossmapping eine „erkenntnisstiftende Methode 'vergleichende[r] Lektüre'“, bei der es nicht darum gehe, Intertextualitäten aufzuzeigen, sondern „ähnliche Anliegen von Texten unterschiedlicher Medialitäten herauszuarbeiten“. In Bronfens eigenen Worten geht es um das „Feststellen und Festhalten von Ähnlichkeiten, die sich zwischen ästhetischen Werken ergeben, für die keine eindeutigen intertextuellen Beziehungen im Sinne von explizit thematisierten Einflüssen festgemacht werden können“. An anderer Stelle spricht sie vom „Aufeinanderlagern oder Kartographieren von Denkfiguren“. So werden Vergleiche von Werken aus unterschiedlichen Zeiten und zwischen unterschiedlichen Medien (Literatur und Film, Oper und Film, Philosophie und bildende Kunst, Literatur und TV-Serien) möglich, wobei sowohl Übereinstimmungen wie Unterschiede wichtig sind. In ihrem 2009 erschienenen Sammelband Crossmappings. Essays zur visuellen Kultur bringt Bronfen mittels dieser Methode unter anderem Charlotte Perkins Gilmans Erzählung Die gelbe Tapete (1890), das fotografische Œuvre von Francesca Woodman (1975–1978) und Alejandro Amenbárs Horrorfilm The Others (2001) in einen Zusammenhang. In Seminaren an der Universität Zürich stellte Bronfen außerdem Crossmappings zwischen Shakespeares Historien und The Wire, Macbeth und House of Cards sowie Antonius und Cleopatra und The Honourable Woman auf.
Explizit mit der Methode des Crossmapping arbeitet Bronfen in den Studien Heimweh. Illusionsspiele in Hollywood (1999), Liebestod und Femme fatale (2004), Tiefer als der Tag gedacht. Eine Kulturgeschichte der Nacht (2008), Specters of War. Hollywood’s Engagement with Military Conflict (2012), Serial Shakespeare (2020) und Shakespeare und seine seriellen Motive (2025). Für den deutschen Sprachraum besonders wirkmächtig hat sie das theoretische Konzept in dem vielzitierten Aufsatz Cross-Mapping. Kulturwissenschaft als Kartographie von erzählender und visueller Sprache von 2002 und in den Einleitungen zu den Bänden Liebestod und Femme fatale (2004) und Crossmappings. Essays zur visuellen Kultur (2009) formuliert. Für einen Sammelband hat sie den Begriff 2019 erneut konzeptualisiert.
Den Begriff Crossmapping hat Bronfen nach eigener Aussage von Stanley Cavell übernommen, der in seinem Buch Pursuits of Happiness (1981) Hollywoodfilme, philosophische Texte und Shakespeare-Dramen übereinanderlegt. Für die Theoriebildung wichtig sind aber auch Stephen Greenblatts Konzept der „Zirkulation sozialer Energie“ sowie Judith Butlers Theorie der performativen Wiederholung und der verschiebenden Resignifikation. Ähnlichkeiten ergeben sich auch zu Aby Warburgs Inventar von Pathosformeln im Bilderatlas Mnemosyne. Schon früh wurde kritisiert, dass es unklar sei, wie Bronfen „bei einem solchen Verfahren der Gefahr der Beliebigkeit entgehen will“. Die wissenschaftliche Legitimität solchen Vergleichens wird zum Beispiel in dem 2006 von Helga Lutz u. a. herausgegebenen Sammelband Äpfel und Birnen. Illegitimes Vergleichen in den Kulturwissenschaften ausgehend von Bronfens Konzept diskutiert.

## Kritik
Bronfens Anwendung ursprünglich psychopathologischer Begriffe als kulturelle Deutungsmuster wird vereinzelt kritisiert. Der Übersetzer Hans-Dieter Gondek findet die Anwendung des Traumabegriffs auf die Filmanalyse „grundsätzlich problematisch“ und im Falle von Bronfens Buch „nicht ausreichend herausgearbeitet.“ In der Zeitschrift Mittelweg 36 moniert der Berliner Psychologe und Literaturwissenschaftler Harald Weilnböck Bronfens Trauma-Begriff, der nicht von individuell erlebter Gewalterfahrung ausgehe, wie es in der klinischen Psychotraumatologie gang und gäbe sei. Bronfen hebe stattdessen den Begriff über jede individuelle Erfahrung hinaus, indem sie einen „traumatischen Kern“ „am Nabel aller Identitätssysteme“ vermute. Damit ontologisiere sie das Trauma, sehe es also als eine abstrakte Basiserfahrung, die allen Menschen eigen sei und die dementsprechend nicht mehr überwunden, integriert und geheilt werden müsse. Im Gegenteil, Bronfen verstehe ein so verstandenes Trauma als Quelle produktiver Antriebe und eines überschießenden „Genießens“ in der „Auflösung des Selbst“.

## Auszeichnungen
- 2017: Wissenschaftspreis der Aby-Warburg-Stiftung
- 2021: Ehrendoktorwürde der Friedrich-Alexander-Universität Erlangen-Nürnberg

## Bibliographie (Auszug)

### Monographien
- Shakespeare und seine seriellen Motive. Fischer, Frankfurt am Main 2025, ISBN 978-3-10-397434-8.
- Serial Shakespeare. An infinite variety of appropriations in American TV drama. Manchester University Press, Manchester 2020, ISBN 978-1-5261-4231-3.
- Angesteckt. Zeitgemässes über Pandemie und Kultur. Echtzeit, Basel 2020, ISBN 978-3-906807-18-8.
- Bjørn Melhus. Göttingen, Wallstein 2019, ISBN 978-3-8353-3424-3.
- Hollywood und das Projekt Amerika. Essays zum kulturellen Imaginären einer Nation. transcript, Bielefeld 2018, ISBN 978-3-8376-4025-0.
- Besessen. Meine Kochmemoiren. Echtzeit Verlag, Basel und Zürich 2016, ISBN 978-3-906807-00-3.
  - englische Übersetzung: Obsessed. The Cultural Critic’s Life in the Kitchen. Rutgers University Press, New Brunswick 2019, ISBN 978-1-978803-63-3.
- Mad Men. Diaphanes, Zürich und Berlin 2015, ISBN 978-3-03734-486-6.
  - englische Übersetzung: Mad Men, Death and the American Dream. diaphanes, Zürich und Berlin 2016, ISBN 978-3-03734-550-4.
- Specters of War. Hollywood’s Engagement with Military Conflict. Rutgers University Press, New Brunswick 2012, ISBN 978-0-8135-5398-6.
  - Hollywoods Kriege. Geschichte einer Heimsuchung. Übersetzt von Regina Brückner. Fischer, Frankfurt am Main 2013, ISBN 978-3-10-009656-2.
- Crossmapping. Essays zur visuellen Kultur. Scheidegger & Spiess, Zürich 2009, ISBN 978-3-85881-240-7.
  - englische Übersetzung: Crossmappings. On Visual Culture. I.B. Tauris, London 2018, ISBN 978-1-78831-107-6.
- Stanley Cavell zur Einführung. Junius, Hamburg 2009, ISBN 978-3-88506-608-8.
- Tiefer als der Tag gedacht. Eine Kulturgeschichte der Nacht. Hanser, München 2008, ISBN 978-3-446-23010-1.
  - englische Übersetzung: Night Passages. Philosophy, Literature, and Film. Transl. by David Brenner. Columbia University Press, New York 2013, ISBN 978-0-231-14799-6.
- Liebestod und Femme fatale. Der Austausch sozialer Energien zwischen Oper, Literatur und Film. Suhrkamp, Berlin 2004, ISBN 3-518-12229-0.
- mit Barbara Straumann: Diva. Eine Geschichte der Bewunderung. Schirmer/Mosel, München 2002, ISBN 3-88814-308-X.
- Heimweh. Illusionsspiele in Hollywood. Verlag Volk und Welt, Berlin 1999, ISBN 3-353-01104-8.
  - englisch: Home in Hollywood. The Imaginary Geography of Cinema. Columbia University Press, New York 2004, ISBN 0-231-12177-6.
- The Knotted Subject. Hysteria and its Discontents. Diane Publishing, Collingdale 1998, ISBN 0-7567-8144-2.
  - deutsch: Das verknotete Subjekt. Hysterie in der Moderne. Übersetzt von Nikolaus G. Schneider. Verlag Volk und Welt, Berlin 1998, ISBN 3-353-01125-0.
- Sylvia Plath. Northcote House, Plymouth 1998.
  - Sylvia Plath. Deutsche Übersetzung von Andrea Paluch. Frankfurter Verlagsanstalt, 1998, ISBN 3-627-00016-1.
- Over Her Dead Body. Death, Femininity and the Aesthetic. Routledge, New York 1992. (Habilitationsschrift Universität München)
  - deutsch: Nur über ihre Leiche. Tod, Weiblichkeit und Ästhetik. Übersetzt von Thomas Lindquist. Antje Kunstmann, München 1994, ISBN 3-88897-079-2.
  - Veränderte Neuauflage: Nur über ihre Leiche. Tod, Weiblichkeit und Ästhetik. Königshausen & Neumann, Würzburg 2004, ISBN 978-3-8260-2806-9.
- Der literarische Raum. Eine Untersuchung am Beispiel von Dorothy M. Richardsons Pilgrimage. (= Studien zur englischen Philologie N.F., Band 25). Niemeyer, Tübingen 1986, ISBN 3-484-45025-8 (Dissertation Universität München 1985).
  - Englische Übersetzung: Dorothy Richardson’s Art of Memory. Space, Identity, Text. Manchester University Press, Manchester, New York 1999, ISBN 0-7190-4808-7.

### Herausgeberschaft
- mit Christina Wald (Hrsg.): Shakespeare and Seriality. Page, Stage, Screen. The Arden Shakespeare, London 2025, ISBN  978-1-3504-3726-5 (Open access).
- mit Christine Lötscher und Klaus Müller-Wille (Hrsg.): »One more loop around the bend«. Kulturanalytische Betrachtungen zu »Westworld«. Diaphanes, Zürich 2023, ISBN 978-3-0358-0626-7.
- mit Ivo Ritzer und Hannah Schoch (Hrsg.): Ida Lupino. Die zwei Seiten der Kamera.  Bertz und Fischer, Berlin 2018, ISBN 978-3-86505-329-9.
- mit Christiane Frey und David Martyn (Hrsg.): Noch einmal anders. Zu einer Poetik des Seriellen. Diaphanes, Zürich und Berlin 2016, ISBN 978-3-03734-637-2.
- mit Daniel Kampa (Hrsg.): Die Amerikanerin in Hitlers Badewanne. Drei Frauen berichten über den Krieg: Martha Gellhorn, Lee Miller, Margaret Bourke-White. Hoffmann und Campe, Hamburg 2015, ISBN 978-3-455-50365-4.
- mit Beate Neumeier (Hrsg.): Gothic Renaissance. A Reassessment. University Press, Manchester 2014, ISBN 978-0-7190-8863-6.
- mit Gabriele Schor (Hrsg.): Francesca Woodman. Werke aus der Sammlung Verbund. Verlag der Buchhandlung Walther König, Köln 2014, ISBN 978-3-86335-352-0.
- mit Agnieszka Lulinska (Hrsg.): Kleopatra. Die Ewige Diva. Katalog zur Ausstellung an der Kunst- und Ausstellungshalle der BRD in Bonn. Hirmer, München 2013, ISBN 978-3-7774-2088-2.
- mit Norbert Grob (Hrsg.): Stilepochen des Films. Band 2: Classical Hollywood. Philipp Reclam jun., Stuttgart 2013, ISBN 978-3-15-019015-9. (Filme von 1929 bis 1960)
- mit Eckart Göbel (Hrsg.): Narziss und Eros. Bild oder Text? Wallstein, Göttingen 2009, ISBN 978-3-8353-0492-5.
- mit Misha Kavka (Hrsg.): Feminist Consequences. Columbia University Press, New York 2000, ISBN 0-231-11705-1.
- mit Birgit Erdle und Sigrid Weigel (Hrsg.): Trauma. Zwischen Psychoanalyse und kulturellem Deutungsmuster. Böhlau, Köln 1999, ISBN 3-412-14398-7.
- mit Benjamin Marius Schmidt (Hrsg.): Psychoanalysis and Systems Theory. Sondernummer der Zeitschrift The Germanic Review, Nr. 74.1 (1999).
- mit Therese Steffen und Benjamin Marius (Hrsg.): Hybride Kulturen. Beiträge zur anglo-amerikanischen Multikulturalismusdebatte. Stauffenberg Verlag, Tübingen 1997, ISBN 978-3-86057-032-6.
- Anne Sexton: Werkausgabe in vier Bänden. S. Fischer, Frankfurt am Main 1995–1998.
- mit Sarah W. Goodwin (Hrsg.): Death and Representation. Johns Hopkins University Press, Baltimore 1993, ISBN 0-8018-4627-7.
- Die schöne Leiche. Texte von Clemens Brentano, E. T. A. Hoffmann, Edgar Allan Poe, Arthur Schnitzler und anderen. Auswahl, Nachwort, Anmerkungen von Elisabeth Bronfen. Goldmann, München 1992.
- Die schöne Seele. Die Entdeckung der Weiblichkeit um 1800. Herausgabe, Nachwort, Anmerkungen und Bibliographie. Goldmann, München 1992.

### Roman
- Händler der Geheimnisse. Roman. Limmat, Zürich 2023, ISBN 978-3-03926-061-4.

### Weitere Publikationen
- Siri Hustvedt: Wenn Gefühle auf Worte treffen. Ein Gespräch mit Elisabeth Bronfen. Aus dem Englischen von Grete Osterwald. Kampa, Zürich 2019, ISBN 978-3-311-14010-8.